# Tortoreto
Tortoreto é uma comuna italiana da região dos Abruzos, província de Teramo, com cerca de 7.828 habitantes. Estende-se por uma área de 22 km², tendo uma densidade populacional de 356 hab/km². Faz fronteira com Alba Adriatica, Corropoli, Giulianova, Mosciano Sant'Angelo, Sant'Omero.

## Demografia
| Variação demográfica do município entre 1861 e 2011                               |
|                                                                                   |
| Fonte: Istituto Nazionale di Statistica (ISTAT) - Elaboração gráfica da Wikipedia |